# Philipp von Hutten
Pour les articles homonymes, voir Von Hutten.
Philipp von Hutten (18 décembre 1505, Maroldsweisach - 17 mai 1546, El Tocuyo) est un aventurier allemand du XVIe siècle et le dernier gouverneur allemand du Venezuela.

## Biographie
Philipp von Hutten est né le 18 décembre 1505 à Maroldsweisach en Basse-Franconie en Allemagne. Il est apparenté au poète humaniste et satiriste allemand Ulrich von Hutten.
En 1528, les banquiers d'Augsbourg Anton et Bartholomé Welser obtiennent des concessions sur le Venezuela, de l'Empereur romain germanique et Roi d'Espagne, Charles Quint. Philipp von Hutten s'embarque avec l'expédition dirigée par Georg Hohermuth von Speyer vers le Venezuela en vue de le coloniser. L'expédition débarque le 24 février 1529 à Coro sur les côtes vénézueliennes. Lorsque von Speyer meurt en 1540, Philipp von Hutten devient gouverneur du Venezuela.

Philipp von Hutten entame alors une expédition à l'intérieur du Venezuela, en quête de l'El Dorado. Pendant son absence, un espagnol, Juan de Carvajal est nommé gouverneur. De retour de son expédition, Philipp von Hutten et son compagnon de voyage, Bartholomeus Welser le jeune, sont capturés par de Carvajal à El Tocuyo et décapités par les autorités espagnoles, mettant un terme à la colonisation allemande du Venezuela.